# Supachat Apichatayanon
Supachat Apichatayanon (thailändisch ศุภชาติ อภิชาตยานนท์, * 30. September 1988) ist ein thailändischer Fußballspieler.

## Karriere
Supachat Apichatayanon spielte 2010 beim unterklassigen Royal Thai Army FC. 2011 wechselte er zu Army United. Der Verein aus der thailändischen Hauptstadt Bangkok spielte in der höchsten Liga des Landes, der Thai Premier League. Ende 2016 stieg er mit dem Verein in die zweite Liga ab. Von Anfang 2018 bis Ende 2019 wurde er an den Zweitligisten Kasetsart FC ausgeliehen. Zum Saisonende 2019 gab die Army bekannt, dass man sich aus dem Ligabetrieb zurückzieht. Kamphaengphet FC, ein Drittligist aus Kamphaeng Phet, nahm ihn ab 2020 unter Vertrag. Seit dem 1. Januar 2021 ist Apichayanon vertrags- und vereinslos.